# Ерік Крец
Ерік Крец (англ. Eric Kretz, нар. 7 червня 1966 року) — американський музикант, барабанщик рок-гурту Stone Temple Pilots.

## Життєпис
Ерік виріс в Сан-Хосе, Каліфорнія. Він зацікавився музикою після того, як почув в сусідньому гаражі репетицію рок-гурту. Коли йому виповнилось десять, він почав «стукати по каструлях», а в одинадцять років отримав першу справжню ударну установку CB700. Спочатку кумиром Креца був барабанщик AC/DC Філ Радд, згодом він почав цікавитись Aerosmith, Queen та Led Zeppelin. Батьки купили синові більш професійну установку Ludwig. Музичні пристрасті Еріка постійно розширювались, він відкрив для себе Rush, Mahavishnu Orchestra, Джеффа Бека, Genesis та зацікавився джазом.
В 1986 році Крец переїхав до Лос-Анджелеса, намагаючись стати рок-зіркою. Там він грав в декількох прог-рокових колективах, аж поки не познайомився з бас-гітаристом Робертом Делео та вокалістом Скоттом Вейландом. Спочатку вони утворили квінтет з ще одним гітаристом та клавішником, але згодом залишились втрьох заради більш «сирого» звучання. Останнім до складу колективу приєднався старший брат Роберта Делео Дін, який грав на гітарі. Музиканти виступали в Голлівуді та Сан-Дієго, аж поки їх не помітили представники Atlantic Records.
Після декількох змін назв, остаточно гурт назвався Stone Temple Pilots. В 1992 та 1994 році вийшли альбоми Core та Purple, завдяки яким Stone Temple Pilots стали одними з найуспішніших гуртів дев'яностих. До 2002 року колектив випустив ще декілька альбомів, після чого розпався. Внесок Креца не обмежувався виконанням пісень, він також був співавтором тексту хіта «Plush», а також автором музики пісні «Trippin' on a Hole in a Paper Heart». Окрім Stone Temple Pilots, разом з іншими музикантами гурту він брав участь в проєкті Talk Show (1997).
Після розпаду Stone Temple Pilots Ерік Крец працював на телевізійному шоу Генрі Роллінза. Окрім цього музикант побудував в Лос-Анджелесі власну студію Bomb Shelter Studios, на якій записувались не тільки його близькі друзі, але й відомі гурти, на кшталт No Doubt.
У 2008 році Stone Temple Pilots возз'єднались в оригінальному складі. Згодом гурт залишив Скотт Вейланд, якого тимчасово замінив Честер Беннінгтон з Linkin Park (2013—2015). У 2017 році STP виступили з новим вокалістом Джефом Гуттом, який раніше грав у ню-метал-гурті Dry Cell та був учасником шоу X-Factor. Пізніше Гутт став постійним членом гурту, і з ним наприкінці 2010-х років STP випустили два нових студійних альбоми.
Ерік Крец використовує барабани GMS, тарілки Zildjan, обладнання DW, пластики Remo та сигнатурні палички Pro-Mark.